# 矢月秀作
矢月 秀作（やづき しゅうさく、1964年12月14日 - ）は、日本の小説家。兵庫県生まれ。
大分県立別府鶴見丘高等学校卒業。様々な職業に従事する傍ら、ビジネス書関係の本を出版。文芸誌の編集を機に小説家へと転向し、1994年に『冗舌な死者』でデビュー。ハード・アクション小説や官能小説を中心に、恋愛ゲームや映画のノベライズも手がけた。「もぐら」シリーズが2012年に文庫化されると累計100万部を超えるベストセラーに。父親は作家の龍一京。

## 作品リスト

### 小説

#### 「もぐら」シリーズ
- もぐら（1998年6月 C★NOVELS / 2012年4月 中公文庫）
- もぐら2 讐（1998年12月 C★NOVELS）
  - 【改題・改稿】もぐら 讐（2012年6月 中公文庫）
- もぐら3 窃（1999年4月 C★NOVELS）
  - 【改題・改稿】 もぐら 乱（2012年8月 中公文庫）
- もぐら 狂い蟲（1999年8月 C★NOVELS）
  - 【改題・改稿】 もぐら 醒（2012年10月 中公文庫）
- もぐら 神喰らう者（2000年1月 C★NOVELS）
  - 【改題・改稿】 もぐら 闘（2012年12月 中公文庫）
- もぐら 掟なき荒野（2001年4月 C★NOVELS）
  - 【改題・改稿】もぐら 戒（2013年2月 中公文庫）
- もぐら 凱（2013年10月 中公文庫【上下】）

#### レッドホークシリーズ
- 紅い鷹（1999年11月 青樹社）
- 紅の掟（2020年2月 徳間文庫）

#### D1シリーズ
- D1 警視庁暗殺部（2013年9月 祥伝社文庫）
- D1 海上掃討作戦（2014年2月 祥伝社文庫）
- D1 警視庁暗殺部 人間洗浄〈上〉（2015年1月 祥伝社文庫）
- D1 警視庁暗殺部 人間洗浄〈下〉（2018年3月 祥伝社文庫）
- D1 警視庁暗殺部 壊人（2020年7月 祥伝社文庫）

#### リンクスシリーズ
- リンクス（2014年8月 中公文庫）
- リンクスII Revive（2015年6月 中公文庫）
- リンクスIII Crimson（2016年2月 中公文庫）

#### ACTシリーズ
- ACT 警視庁特別潜入捜査班（2015年1月 講談社文庫）
- ACT2 警視庁特別潜入捜査班（2017年1月 講談社文庫）
- ACT3 警視庁特別潜入捜査班（2019年2月 講談社文庫）

#### カミカゼシリーズ
- カミカゼ ―警視庁公安0課―（2015年11月 双葉文庫）
- 鳩の血-カミカゼ2 ―警視庁公安0課―（2018年4月 双葉文庫）
- 首都爆発-カミカゼ3 ―警視庁公安0課―（2020年3月 双葉文庫）

#### 警視庁特例捜査班シリーズ
- スティングス 特例捜査班 (2016年3月 角川文庫)
- 特例捜査班 幻金凶乱 (2019年8月 角川文庫)

#### 刑事学校シリーズ
- 刑事学校（2018年2月 文春文庫）
- 刑事学校Ⅱ 愚犯（2019年7月 文春文庫）
- 刑事学校Ⅲ 卒業（2020年11月 文春文庫）
- 死してなお（2022年10月 文春文庫）

#### その他
- 冗舌な死者 監察医の事件簿（1994年4月 創現社出版）
- 闇の牙（1996年1月 リイド社）
- 家庭教師（1996年12月 ワコー出版）
- 麻那美〜淫虐宴（1997年7月 コンパス）
- しあわせの値段（1998年4月 青樹社）
- クラック・ダウン（1998年11月 広済堂ブルーブックス）
- リターン（2001年1月 中央公論新社）
- 烏の森（2001年8月 広済堂ブルーブックス / 2014年4月 廣済堂文庫）
- チーム（2001年10月 ダイソー）
- 獄の極（2002年2月 中央公論新社）
- 闇狩人 バウンティ・ドッグ（2002年9月 学習研究社 / 2014年2月 朝日文庫）
- 狂犬（2003年2月 広済堂ブルーブックス / 2013年6月 廣済堂文庫）
- ローズガーデンの誘惑（2004年1月 広済堂ブルーブックス）
- いかさま（2004年10月 桃園文庫 / 2016年4月 実業之日本社文庫）
- かぐや姫伝説 淫月聖戦 〜羽衣を継ぐ乙女〜（2005年11月 イーグルパブリシング）
- 光芒（2016年10月 幻冬舎文庫）

### ノベライズ
- バーチャコール 恋のダイヤルシミュレーション（1995年11月 ワコー出版）
- 続・バーチャコール（1996年5月 ワコー出版）
- トゥルー・ラブストーリー 〜想い出のスケッチブック〜（1997年2月 アスキー / 2002年12月 エンターブレイン）
- クレイジーナックル2（1999年5月 イーグルパブリシング）
- 幽霊より怖い話 VOL.2（2005年6月 竹書房文庫）
- 敗者復活戦（2006年1月 竹書房文庫）

### 脚本
- クマ星人とぼく[5]